# Autovia del Nord
L'autovia del Nord o A-1 és una de les sis autovies radials amb què compta Espanya. A la Xarxa de Carreteres Europees té la denominació E-5. El tram que discorre per Guipúscoa manté l'antiga denominació de N-I. Té una longitud de 371 km. Pel seu traçat, és una de les vies de comunicacions més transitades de tot l'estat, ja que és un dels principals eixos nord-sud. A causa d'això, bona part del trànsit procedent de l'Europa occidental discorre per aquesta via.

## Història

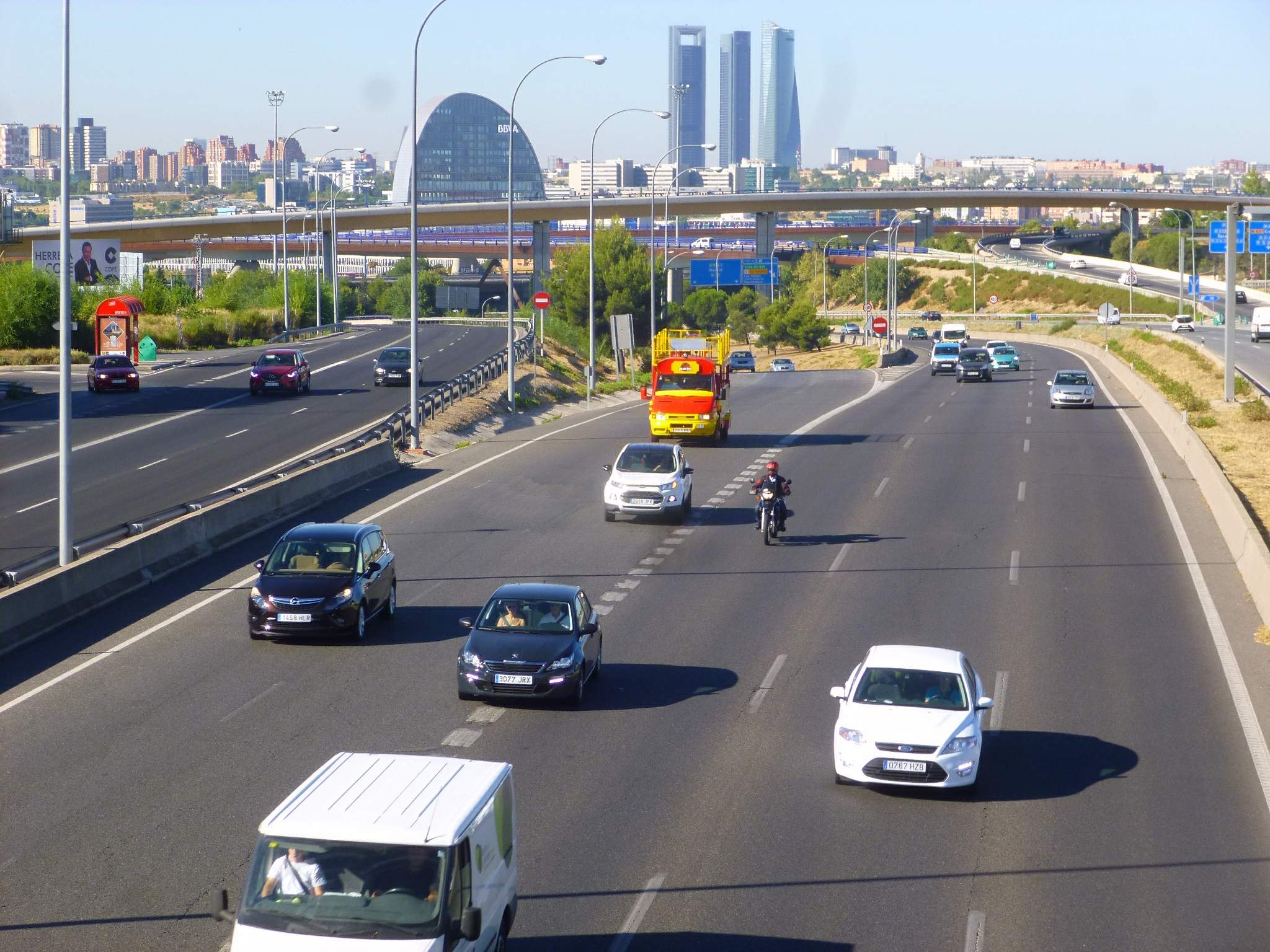
L'A-1 a l'altura del barri de La Moraleja, a Alcobendas (Madrid)

L'A-1 és el resultat del desdoblament de l'antiga N-I o la construcció de trams nous en alguns llocs on es manté l'antiga carretera nacional paral·lela a l'autovia (principalment variants a localitats). La N-I va començar a desdoblar-se en els anys 1970, inicialment el tram entre Madrid i San Agustín del Guadalix. Durant els anys 80 es va desdoblar el tram comprès entre aquest últim i Burgos, a excepció del tram que discorre pel Port de Somosierra, el qual va mantenir la carretera original i en el seu lloc es va fer l'autovia mitjançant un túnel sota aquest port, conegut com a túnel de Somosierra, acabat vers la fi dels anys 1980. Els trams del País Basc també van ser construïts durant els anys 70 i 80 a excepció del tram Alsasua-Idiazábal, que es va finalitzar el 2003.
S'ha plantejat la possibilitat de desdoblar el tram de la NI entre Burgos i Armiñón, però l'únic tram obert és el denominat de connexió amb la NI entre l'inici de l'AP-1 i Villafria (Comparteix amb BU-30) de 10 km. L'única alternativa que té l'A-1 és l'autopista de peatge AP-1.

## Reforma integral
En els anys 2010, 2011 i 2012, es van realitzar les obres de remodelació íntegra entre Santo Tomé del Puerto i Burgos, dins el pla estatal de millora de carreteres radials. L'actuació va consistir en l'eliminació de diversos punts negres gràcies a la realització de variants, correccions de traçat, a més de millores en peralts, accessos, carrils de incorporación.
La remodelació i conservació dels 146 quilòmetres del citat tram s'exploten sota la modalitat de peatge a l'ombra les tarifes s'ajusten a un conjunt d'indicadors de qualitat vinculats a l'estat de la via i la qualitat del servei ofert. La societat concessionària és l'Agrupació d'Empreses Valoriza Conservació d'Infraestructures i Europistas Concessionària Espanyola i el termini de la concessió és de nou anys, fins a l'any 2026.

## Característiques

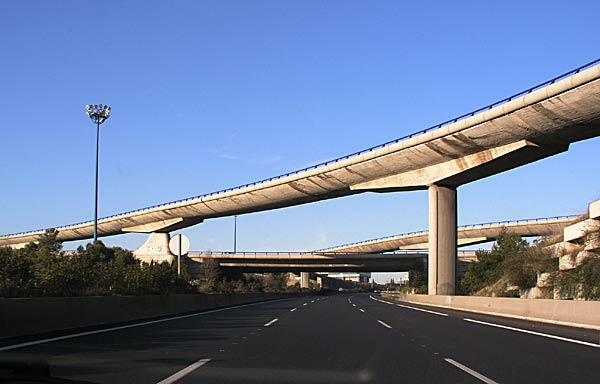
Autovia A-1

L'A-1 té dos trams construïts: el tram Madrid-Rubena (Burgos) i el tram Miranda d'Ebre AP-68-Alsasua A-10. El primer tram que es va obrir al trànsit de l'A-1 va ser el de Madrid a Venturada i més tard el de Venturada a Sant Vaig prendre del Port. Posteriorment es van construir el de Sant Vaig prendre a Aranda de Duero (Burgos), i el de Lerma a Burgos. El primer tram de l'A-1 acaba a l'enllaç 252 de l'A-1, en la unió amb l'autopista de peatge AP-1. A partir de Rubena, per continuar cap a Vitòria cal agafar la carretera nacional N-I o l'AP-1. L'A-1 reapareix a la sortida de Miranda d'Ebre, iniciant-se el segon tram de l'Autovia del Nord en servei, que continua fins Lasarte-Oria a Guipúscoa. A partir de Lasarte-Oria, per continuar cap a Irun-França sense peatges cal prendre la GI-11, a continuació la GI-20 i, finalment, la GI-636 (completant el traçat que formava la NI abans de la reorganització de la xarxa viària guipuscoana a 2010). L'opció amb peatges és prendre l'AP-1 / AP-8. Té 137 enllaços d'ells 117 són totals i 20 parcials